# 滇西北小檗
滇西北小檗（学名：Berberis franchetiana）为小檗科小檗属的植物，是中国的特有植物。分布在中国大陆的云南、四川等地，生长于海拔3,000米至4,100米的地区，常生长在山地灌丛中及林缘，目前尚未由人工引种栽培。

## 异名
- Berberis franchetiana Schneid. var. gombalana C. Y. Wu et S. Y. Bao
- Berberis franchetiana Schneid. var. macroboteys Ahrendt